# Mohamed Aboutrika
Mohamed Aboutrika (محمد أبو تريكة, * 7. listopadu 1978) je bývalý egyptský fotbalista a reprezentant.

## Klubová kariéra
Začínal v klubu Tersana SC, kterému pomohl k návratu do nejvyšší soutěže, pak si ho vyhlédl káhirský velkoklub al-Ahly SC. V roce 2013 hostoval v klubu Baniyas SC (Spojené arabské emiráty).

## Reprezentační kariéra
S egyptským týmem U23 se zúčastnil LOH 2012 v Londýně, kde byli Egypťané vyřazeni ve čtvrtfinále Japonskem poměrem 0:3. Na turnaji vstřelil dvě branky.
Za egyptský národní tým odehrál celkem 100 zápasů a nastřílel 38 gólů.
Získal dva kontinentální tituly.
V internetové anketě Mezinárodní federace fotbalových historiků a statistiků byl roku 2008 zvolen nejoblíbenějším fotbalistou světa.
V roce 2008 byl potrestán žlutou kartou za to, že po vstřelení branky v mezistátním utkání proti Súdánu ukázal tričko s nápisem „Sympatizuji s Gazou“.

## Osobní
Věnuje se dobročinnosti, spolupracuje se Světovým potravinovým programem. Je absolventem filosofie na Cairo University.

## Úspěchy

### Klubové
al-Ahly SC
- 7× v řadě mistr Egypta (2005 až 2011)
- 4× vítěz Ligy mistrů CAF: 2005, 2006, 2008, 2012
- 3. místo na mistrovství světa ve fotbale klubů 2006

### Reprezentační
- 2× mistr Afriky: Africký pohár národů 2006, Africký pohár národů 2008

### Individuální
- Král střelců egyptské ligy 2005/06
- Vítěz ankety BBC African Footballer of the Year 2008[7]
- Zvolen do all-stars týmu Konfederačního poháru 2009